# 西安国际足球中心
西安国际足球中心又称沣东足球场或阿房宫足球场，是位于中国陕西省西安市的一座专业足球场，可容纳约60,000名观众；该场馆最初作为2023年亞足聯亞洲盃的比赛场地之一，于2020年8月13日开工，计划于2024年7月竣工，并计划成为陕西联合足球俱乐部的主场。该球场是中国大陆第六座专业足球场，也是中国西北地区第一座专业足球场。

## 场馆建设
西安市政府自2019年6月便已开始着手准备按照国际足球联合会A级赛事专业场馆标准规划设计1座占地面积约12万平方米、座席共60000座的专业球场，并在同年9月对选址施工展开了考察工作。2019年11月，西安市政府发布了西安国际足球中心项目概念方案设计周边片区概念城市设计竞赛公告的招标文件。
2019年12月28日，2023年亞足聯亞洲盃承办城市名单正式公布，西安顺利入围；经亚洲足球联合会、国家体育总局和中国足球协会的现场考察评估确定，西安市政府选址在西咸新区沣东新城建设西安国际足球中心，做为西安承办亚洲杯赛事的专业足球场馆。亚洲杯中国组委会相关部门负责人给西安赛区发了亚足联和国际足联共两套备战亚洲杯的标准，并要求后者以2018年國際足協世界盃为参照；西安赛区选择依据后者对西安国际足球中心进行有关规划。
2020年3月，西安国际足球中心设计方案竞赛评审视频会召开。由于2019冠状病毒病疫情，多家设计机构在此次会议中通过“云评审”的方式进行方案竞赛。最终，球场于2020年6月确定采用英国扎哈·哈迪德建筑事务所联合德国gmp建筑师事务所及上海建筑设计研究院共同设计的方案，并确定由陕西建工控股集团负责施工建设。2020年8月13日，西安国际足球中心开工仪式在沣东新城成功举办。
2021年5月31日，西安国际足球中心正式封顶。同年11月18日，西安国际足球中心完成了总重7600吨的屋盖钢结构合拢。这也是全球第一次成功攻克双层索网膜结构大跨屋顶设计施工难题。整个屋盖钢结构共采用98个块体，其中最重的块体近90吨。
2021年末起，西安国际足球中心项目因受2021—2022年西安市2019冠状病毒病聚集性疫情影响停工逾30天。2022年亚足联宣布2023年亚洲杯易地举办后，西安国际足球中心不再承办该赛事，但仍保持施工状态。2023年7月，西安國際足球中心項目首次體育工藝聲光電系統聯動調試順利完成，工程正式进入测试调试阶段。同年11月30日，西安国际足球中心进行点亮仪式。

## 场馆概况

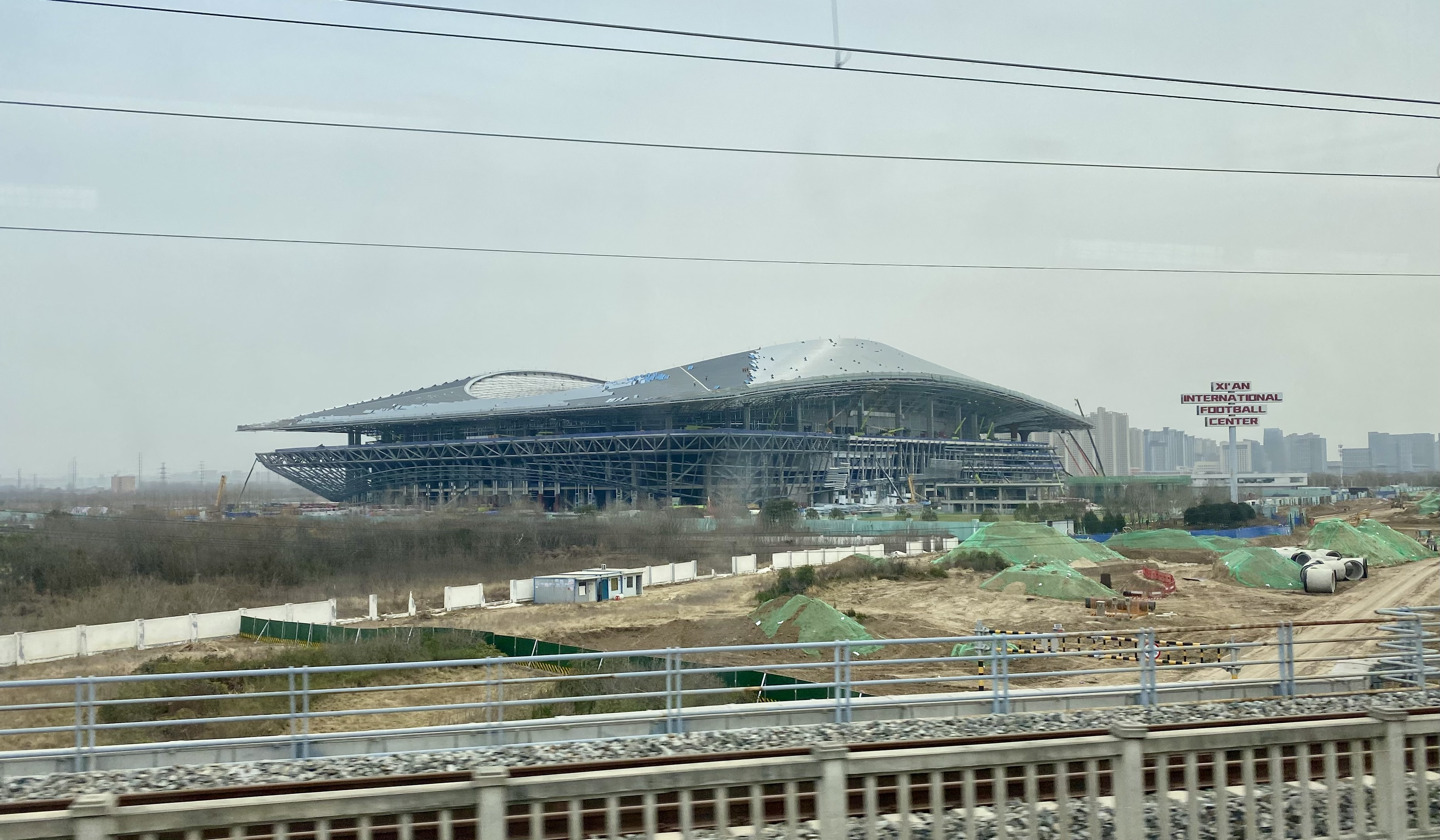
西安国际足球中心施工现场（2023年2月28日）。可以清晰看到地上部分的钢结构和屋盖的双层结构

西安国际足球中心建筑整体风格融入“周秦圣殿、汉唐雄风”元素，整体造型符合“天圆地方”理念，屋檐依照周秦大跨度屋檐弧变打造而成，顶纹和立柱也分别遵循秦汉与隋唐时的建筑特色，与西安经典建筑风格和文化底蕴相契合。
场馆由地下混凝土结构，地上钢结构及钢屋盖组成。地下混凝土结构采用钢筋混凝土框架结构-屈曲约束支撑结构体系。屋盖主体结构平面上呈现倒圆角矩形，采用周边刚性环壳承托的大开口双向正交索网结构，分为刚性和柔性两层；地上钢结构整体呈“下方上圆”的马鞍形造型，采用通风加热锚固系统、智能照明系统；项目主体建筑北侧为外挑尺寸最大达36米的大跨度悬挑结构，外围幕墙大面积外倾。
西安国际足球中心配有全新5G智慧场馆管理系统，共设置6万坐席，并包含62个VIP包间和一个中央主席台，一块世界杯级通风加热锚固草坪及两块国际足联标准室外训练场。为应对西安夏季炎热的气候,屋顶之下设有层叠且布满綠化的露臺；观众席座位上方覆有半透明膜,在避免阳光直射的同时保证了场内光线依然充足。

## 场馆赛事

### 中国足球协会乙级联赛
陕西联合足球俱乐部从多方因素考虑后决定将2024年中国足球协会乙级联赛第二阶段的主场赛事安排至西安国际足球中心进行。但最终未在西安国际足球中心比赛。